# Географія Бельгії

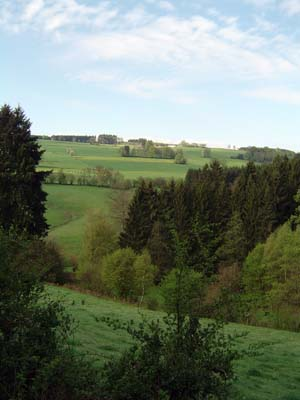
Лісовий пейзаж Арденн

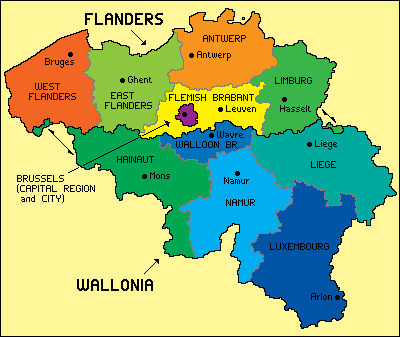
Мапа бельгійських регіонів та провінцій

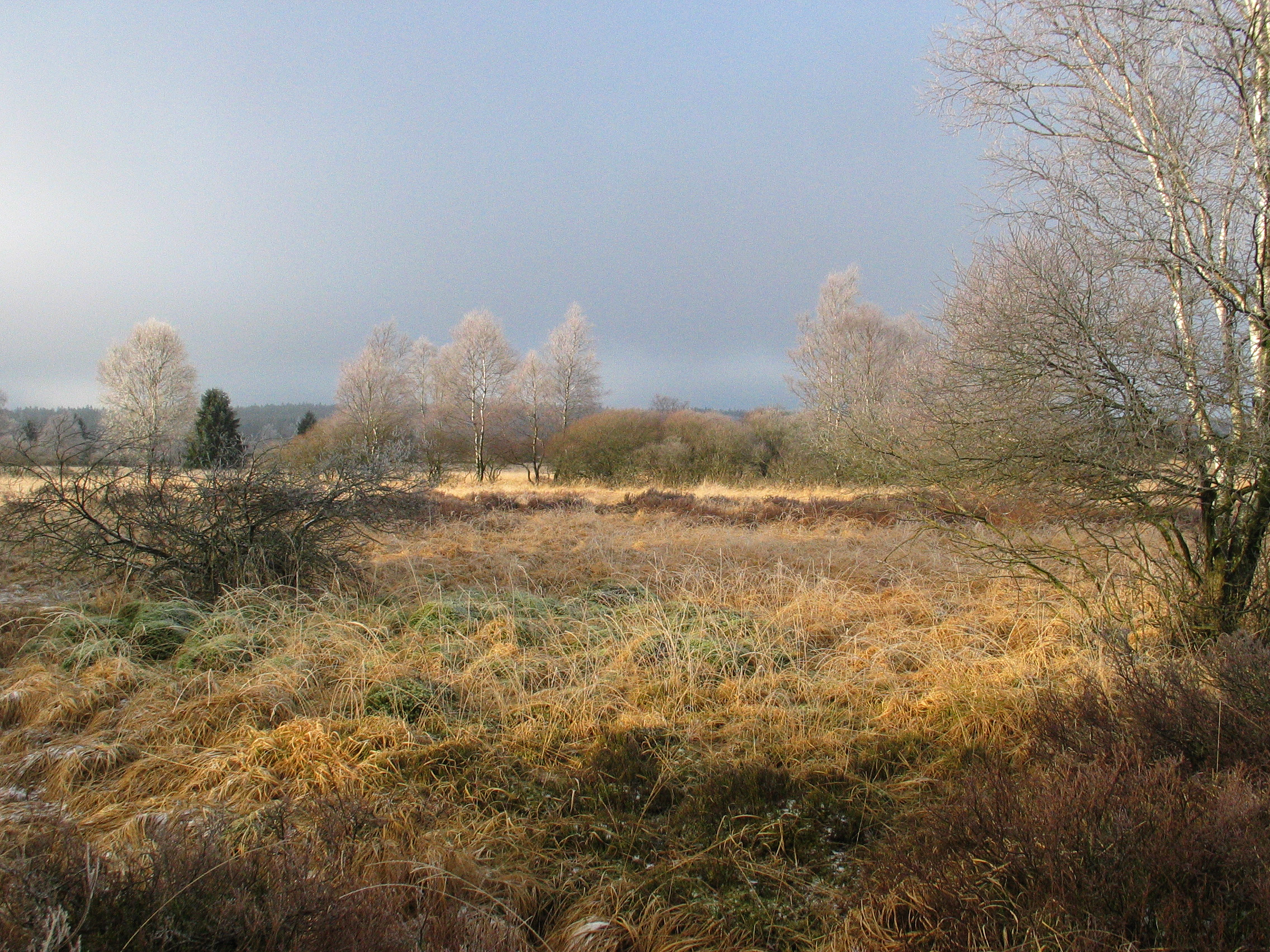
Ландшафт в Арденнах, заповідник Hautes Fagnes

Географія Бельгії

## Загальний опис
Бельгія розташована у Західній Європі, на узбережжі Північного моря. На південному заході межує з Францією, на сході з Люксембургом і Німеччиною, на північному сході з Нідерландами; на північному заході знаходиться Північне море. На північному заході прибережні рівнини, в центральній частині — пагорби; пагорби й ліси на південному сході; Арденнський ліс; річка Шельда (Схелде).

## Рельєф
Поверхня переважно низовинна, з поступовим підвищенням на південний схід. Прибережна смуга Північного моря найпониженіша, вкрита піщаними дюнами і відгороджена дамбами, що захищають від повеней райони польдерів — низовинних угідь. На півночі і північному заході Бельгії — пласка Фландрська низовина, яка на сході переходить у невисоке (до 80 м) плато Кемпен. У середній частині Бельгії переважають хвилясті плато (80—180 м). На південному сході — древній (герцинський) масив Арденни (г. Ботранж, 674 м).

## Клімат
Клімат Бельгії помірно теплий, морський. Пересічні температури січня +3-4 °C, липня +18-19 °C. Переважають західні вітри; значна хмарність. Опадів 750—800 мм на рік (в Арденнах — до 1500 мм). 

## Річки та озера
В Бельгії дуже густа сітка річок. На півдні Бельгії протікає Маас та його притока Самбр, Урт. Річки середньої, і північної Бельгії — Шельда (Схелде) з притоками Лісом (Леє), Дендером, на північному заході — річка Ейзер. 

## Фауна і флора
Ґрунти на півночі Бельгії переважно бурі лісові, в Кемпені й Арденнах підзолисті. Ліси, головним чином дубові й букові, займають 19,7 % площі Бельгії. 

## Корисні копалини
З корисних копалин промислове значення мають поклади кам'яного вугілля (запаси понад 6 млрд т в районах Монс—Шарлеруа—Льєж і Кемпен), фосфоритів, каолінів, будматеріалів.